# Bengt Berger (musiker)
Bengt Viktor Berger, född 31 augusti 1942 i Sankt Matteus församling i Stockholm, är en svensk jazzmusiker (trumslagare), kompositör och producent.
Berger har studerat nord- och sydindisk musik sedan 1960-talet i bland annat Indien och spelar tablas och mridangam. Under 1970-talet studerade han västafrikansk xylofon- och slagverksmusik i Ewe- Brong-Ahafu och Lo-Birifortraditionerna i Ghana. 
Berger grundade och/eller spelade från 1960-talet i grupperna Arbete & Fritid, Rena Rama, Spjärnsvallet, Archimedes Badkar, Bitter Funeral Beer Band, Stockholms Gahuklubb, Chapter Seven, Enteli, Berger-Knutsson-Spering med Jonas Knutsson och Christian Spering, Kalousch, Old School, Viltvarning, STRIKE, Grand Slam, BENT och Beches Brew. Berger driver sedan 2005 skivbolaget Country and Eastern.
Åren 1970–1979 var han gift med socialantropologen Prudence Woodford-Berger (född 1946), som han har två barn med. Tillsammans med konstnären Gittan Jönsson har han två söner, av vilka den äldre är skådespelaren Simon J. Berger. Sedan 2002 är han gift med skådespelaren Ann Petrén.

## Priser och utmärkelser
- 2001 – Jazzkatten, ”Årets jazzgrupp” (Berger-Knutsson-Spering)
- 2011 – Jan Johansson-stipendiet
- 2011 – Jazzkatten, ”Årets Guldkatt”

## Diskografi (urval)
- Arbete och fritid (Sonet) 1970
- Club Jazz (SR) 1972
- Rena rama (Caprice Records RIKS LP49/ CD CAP 21723) 1973/2003
- Spjärnsvallet (MNW 57P) 1976
- Tre (MNW 78P/MNWCD 78) 1977/2003
- Bengt Berger och Kjell Westling spelar (Ett minne för livet, MILP-003) 1978)
- Bado Kidogo (MNW 91P) 1979
- Bitter Funeral Beer (ECM 1179) 1982
- Thums Up (Caprice CAP 21361) 1988
- Enteli (Phono Suecia PSCD 77) 1994
- Sagan om ringen (SRPROF 637) 1995
- Tarang (Rub-A-Dub RUBCD 12) 1995
- Travelogue 1 (e-lab) 1996
- Enteli live (Amigo AMCD 738) 1997
- Off spring (Phono Suecia PSCD 92) 1997
- Om natten (Amigo AMCD 880) 1997
- All Time High (Amigo) 1999
- Live Vol. 1 at Glenn Miller Café (Amigo AMCD 889) 2001
- Live Vol. 2 at Mosebacke(Amigo AMCD 890) 2001
- Arco Iris (Texicalli IMPALA 007) 2003
- See You in a Minute - Memories of Don cherry (Country & Eastern CE 03) 2005
- Up Close (Country & Eastern CE 04) 2006
- Rare Ragas & Talas (Country & Eastern CEX 12) 1986-2006
- Beches Brew (Country & Eastern CE 13). 2009

## Teater- och scenmusik
- Helaftonsbalett av Christina Caprioli, Furit Aestus
- Tre pjäser på Unga Klara (Stormen, R och Vadoran i regi av Etienne Glaser, Suzanne Osten respektive Pia Forsgren)
- Leif Stinnerboms uppsättning av Gösta Berlings saga (tillsammans med Mats Berglund och Johan Söderqvist) på Västanå teater.
- Musiken till Suzanne Ostens film Bara Du och Jag
- Peter Oskarssons uppsättning av Kung Lear (tillsammans med Ellika Frisell och Sten Sandell) på Orionteatern.
- MOD - ett teateräventyr 1996
- Van Huygens Princip 1996
- Skådespelarens Vägar 1999-2000 (samarbete med Leif Sundberg med bland annat tekniker från den japanska No-spelsdramatikern Zeami Motokiyo.
- Blendas Bröllop, med Smålands Musik och Teater, en stor nyskriven musikteaterföreställning med Jönköpings Sinfonietta, skådespelare och sångare, 2004-2005
- Verk kring texter av den japanske 1500-tals författaren Zeami Motokiyo för Radioteatern.
- Medeas Barn i regi av Anna Takanen på Unga Klara, 2006
- Kring Dantes Inferno, Don Giovanni, Franz Coltrane, Messiaen m bl.a. Niklas Rådström 2005-2008
- Hantverkarna, Göteborgs stadsteater, 2010